# Protidricerus philippinensis
Protidricerus philippinensis är en insektsart som beskrevs av Peter Esben-Petersen 1927. 
Protidricerus philippinensis ingår i släktet Protidricerus och familjen fjärilsländor. Inga underarter finns listade i Catalogue of Life.